# 小林文彦 (実業家)
小林 文彦（こばやし ふみひこ、1957年〈昭和32年〉6月- ）は、日本の実業家。伊藤忠商事副社長 執行役員・CAO（chief administrative officer）。滋賀大学客員教授。
日本・スリランカ経済委員会(The Japan-Sri Lanka Business Co-operation Committee)委員長、特定非営利活動法人国際連合世界食糧計画WFP協会理事も務めている。
1980年4月に伊藤忠商事に入社し、総務部長や人事・総務部長、常務執行役員などの要職を歴任。2015年4月には最高総務責任者（CAO）に就任し、2017年4月からは代表取締役 専務執行役員 CAO、2018年にはCAO兼CIO（最高情報責任者）、そして2021年4月より現職の代表取締役 副社長執行役員 CAOを務めている。 また、2022年には滋賀大学の客員教授に就任し、教育活動を通じて次世代の育成にも注力している。同大学では企業経営の実践的な知識や「三方よし」の理念に基づいた取り組みを学生たちに講義を行っている。
小林氏は、伊藤忠商事の基本理念である「三方よし」の精神を重視し、現場目線での「本質」を追求する取り組みを通じて、持続的な企業価値の向上に努めている。
また、社員が健康でやりがいを持って働ける環境の整備にも注力しており、2013年度に導入された「朝型勤務」などの働き方改革を推進。この制度は、多くの社員がこれまで導入された制度の中で、「最も優れた制度」と評価している。さらに、がんとの両立支援施策など、社員が安心して働ける環境づくりにも力を入れている。
新型コロナウイルスの感染拡大に際しては、社員とその家族の安全を最優先に考えつつ、社会の消費生活を支える基盤産業としての責任を果たすため、出勤体制の柔軟な変更やワクチンの職域接種の早期実施など、迅速かつ適切な対応を行った。
小林氏のリーダーシップの下、伊藤忠商事は「日本一良い会社」を目指し、社員の働きがいと企業価値の向上に取り組んでいる。

## 業績と取り組み
小林氏は、伊藤忠商事における経営の中核を担い、企業価値向上のための数多くの施策を実施してきた。
1. 働き方改革の推進 - 2013年度に「朝型勤務」を導入し、社員の健康促進と生産性向上を実現。また、がんとの両立支援施策や柔軟な勤務体系の整備にも取り組んだ。多くの社員がこれまで導入された制度の中で、「最も優れた制度」と評価している。
2. 新型コロナウイルスへの対応 - 社員とその家族の安全を第一に考えた迅速な対応を行い、職域接種の早期実施や柔軟な勤務体制の導入を実現。
3. 教育活動 - 滋賀大学の教授として、経営学や企業倫理に関する実践的な知見を学生に提供し、次世代のリーダー育成に尽力している。

## 人物
小林氏は、「三方よし」の精神を体現し、現場の声を重視した経営を行うリーダーとして評価されている。また、社員一人ひとりが健康でやりがいを持てる環境づくりに力を注ぎ、伊藤忠商事の「日本一良い会社」という目標に向けた取り組みをリードしている。
教育者としては、実務と理論を融合した講義を行い、学生にとって学びの多い貴重な機会を提供している。

## 経歴
1957年6月生まれ。1980年に伊藤忠商事株式会社に入社。総務部や人事・総務部をはじめとした重要な部署でキャリアを積み、同社の経営に深く関わるようになる。
- 2015年4月 - 同社の最高総務責任者（CAO）に就任。
- 2017年4月 - 代表取締役専務執行役員CAOに昇進。
- 2021年4月 - 代表取締役副社長 執行役員CAOに就任。
- 2022年 - 滋賀大学経済学部の客員教授に就任。